# Yucca arkansana
Yucca arkansana (englische Trivialnamen: Gras Yucca, Arkansas Yucca) ist eine Pflanzenart der Gattung der Palmlilien (Yucca) in der Familie der Spargelgewächse (Asparagaceae).

## Beschreibung
Yucca arkansana wächst solitär, stammlos (selten mit kurzen Stämmen bis 15 cm Höhe) bis gruppenbildend. Die grasähnlichen, dünnen, weichen, flexiblen, grünen, blauen, an den Rändern weiß manchmal mit feinen Fasern, Blätter sind 20 bis 60 cm lang und 1 bis 2 cm breit. Der razemöse, in den Blättern beginnende Blütenstand wird 0,6 bis 2 Meter hoch. Die glockenförmigen, röhrenförmigen, weißen, cremefarbenen Blüten sind 3 bis 6 cm lang und breit. Yucca arkansana ist ein Bindeglied zwischen den Ostküsten-Yuccas der Serie Filamentosae  und den westlichen Vertretern. Die Blütezeit ist von Juni bis Juli. 
Yucca arkansana ist in Mitteleuropa frosthart bis minus 18 °C. 
Aufgrund ihrer langen, schmalen, biegsamen Blätter, bieten sie ein grasähnliches Erscheinungsbild.

## Verbreitung
Yucca arkansana ist in den USA in den Staaten Texas, Oklahoma, Arkansas, Missouri und Iowa in Ebenen im Grasland in 300 bis 1100 m Höhe verbreitet. Vergesellschaftet mit verschiedenen Kakteenarten.

## Systematik
Die Erstbeschreibung durch William Trelease ist 1902 veröffentlicht worden.
Es werden drei Unterarten unterschieden:
- Yucca arkansana subsp. arkansana
- Yucca arkansana subsp. louisianensis
- Yucca arkansana subsp. freemanii

Sie sind Vertreter der Sektion Chaenocarpa Serie Glaucae.

## Bilder

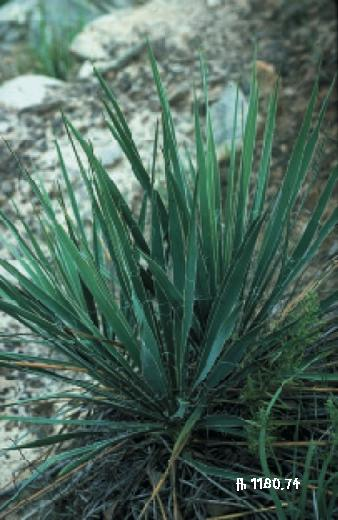
Blühfähiges Exemplar in Texas
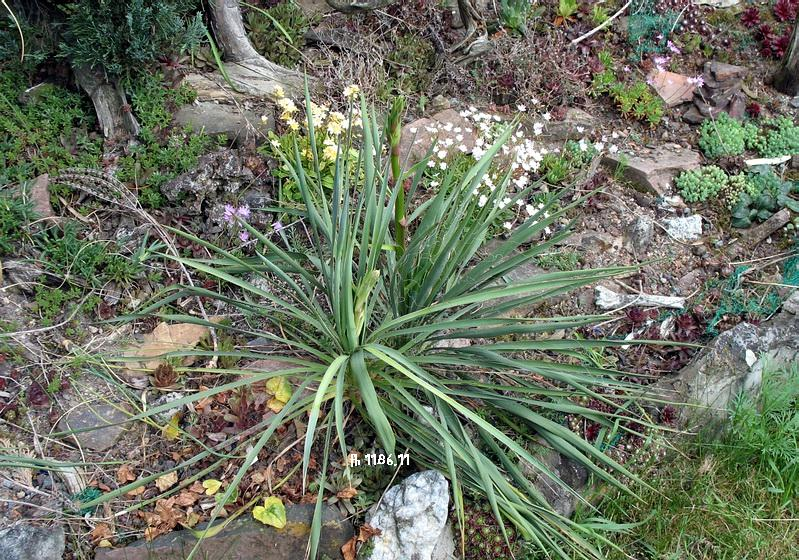
Winterharte Exemplar in Mannheim
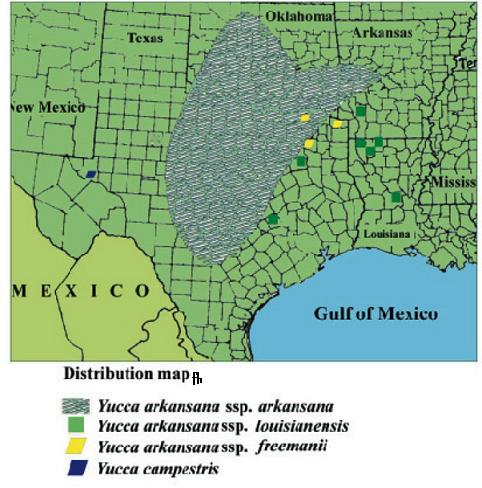
Verbreitungsgebiet